# Caldeira de Rangwe
La caldeira de Rangwe est une caldeira du comté de Homa Bay au Kenya qui constitue les restes d'un ancien stratovolcan désormais éteint et situé au bord du lac Victoria, au sud-ouest du golfe de Winam.

## Géographie

### Topographie
La ligne de crête de la caldeira, qui a une forme plus ou moins circulaire et dont le plus grand axe de symétrie mesure  12,8 kilomètres, comporte une brèche à l'est et une autre au nord-ouest. Cette dernière a permis un envahissement partiel par le lac Victoria. L'altitude maximale de cette ligne de crête est atteinte dans sa partie sud-ouest avec une altitude de 2 259 mètres. Le fond de la caldeira varie entre 1 200 et 1 131,7 mètres, altitude du lac Victoria, mais il se prolonge sous le lac.
Le centre de cette dépression est occupé par le mont Kisingiri qui est lui-même un cône volcanique, plus récent, dont l'altitude maximale est de 1 732 mètres dans sa partie sud tandis que la partie nord présente aussi une ouverture. Plusieurs ruisseaux drainent la dépression intérieure jusqu'au lac Victoria. La caldeira ainsi que tous les vallons, secs ou non, inters coulées pyroclastiques sont entièrement occupés par des terrains agricoles.
La route provinciale no 19 longe la caldeira au sud, la contourne par l'est, y pénètre au niveau de la brèche, rejoint le village de Sindo au bord du lac, en ressort par le nord en longeant le lac Victoria jusqu'à Mbita puis longe le nord-est de la caldeira en se dirigeant vers le sud-est.
Les îles de Mfangano, Rusinga, Kimaboni et Takawiri font aussi partie de ce complexe volcanique qui s'étend ainsi sur une longueur de 39 kilomètres.

### Géologie
La caldeira est située à l’extrême est du rift Kavirondo, aussi appelé rift de Nyanza. Ce rift constitue un des segments du linéament oriental de la vallée du Grand Rift qui délimite la plaque somalienne du reste de la plaque africaine et dont la formation a débuté au milieu du Miocène. Géographiquement, il est constitué d'est en ouest par la plaine de Kano et le golfe de Winam.
Le Rangwe, comme les autres volcans du rift Kavirondo, sont des volcans gris. La chambre magmatique plus profonde que celle des volcans océaniques expulsait des laves et des nuages de cendre contenant plus de carbonate et d'alcalis que la normale. Les roches magmatiques contiennent une grande proportion de basalte. Le cône est constitué de brèches et de tuf volcanique.

## Histoire
La datation au potassium-argon de la stratigraphie séquentielle montre que l'action volcanique et tectonique dans le rift Kavirondo fut continuelle jusqu'à il y a sept Ma avant notre ère. L'activité volcanique était principalement située le long de la faille normale sud. Les trois anciens volcans principaux qui bordent la rive sud du golfe actuel sont le Homa, le Rangwe avec le Kisingiri en son centre après l'effondrement de sa chambre magmatique, et le Nyamaji qui est parfois considéré comme un satellite du Rangwe.
En raison des laves et des cendres qui ont une forte teneur en carbonate et en substances basiques, l’environnement végétal n'est pas la forêt tropicale humide habituelle du Miocène mais un paysage plus ouvert et plus sec.
C'est aussi dans ce rift de Nyanza que l'on a découvert les premiers Proconsuls, dont des exemplaires tant sur l'île de Rusinga que sur celle de Mfangano, vieux de 18 millions d'années.
Entre il y a 750 000 et 400 000 ans, soit après la formation du volcan Kisingiri et la dernière vidange des chambres magmatiques, les cours d'eau provenant des deux segments du grand rift emplissent la dépression créée entre ces deux segments. Ils donnent naissance au lac Victoria et à ses différentes îles. Les carottages géologiques réalisés dans les sédiments ont cependant montré que le lac s'est asséché au moins trois fois depuis sa formation. Son dernier remplissage remonte à 14 700 ans.
C'est pendant l'un de ces assèchements partiels que des chasseurs pygmées de l’ethnie Twa venus de l'est de l'actuelle République démocratique du Congo parviennent dans la région. Ils ont réalisé, à Kwitone et à Mawanga, des peintures rupestres datées d’environ 18 000 ans.
À la fin du premier millénaire, les Bantous Suba (en) partis du Buganda, en passant d'île en île, s'installent sur les rives et les îles du sud-ouest du golfe de Winam. Entre le XVIIe et le XVIIIe siècle, arrivent le clan luo des jo Kanyamwa.
C'est  entre 1874 et 1875 que le premier explorateur européen en la personne d'Henry Morton Stanley découvre la région alors qu'il effectue la circumnavigation, dans le sens des aiguilles d'une montre, du lac Victoria au départ de Kaghehi (à l'est de l'actuelle Mwanza) lors de son expédition d'exploration de 1874 à 1877.
En 1983, une partie des pentes extérieures de la caldeira est intégrée au parc national de Ruma.